# Virgen de la Palma

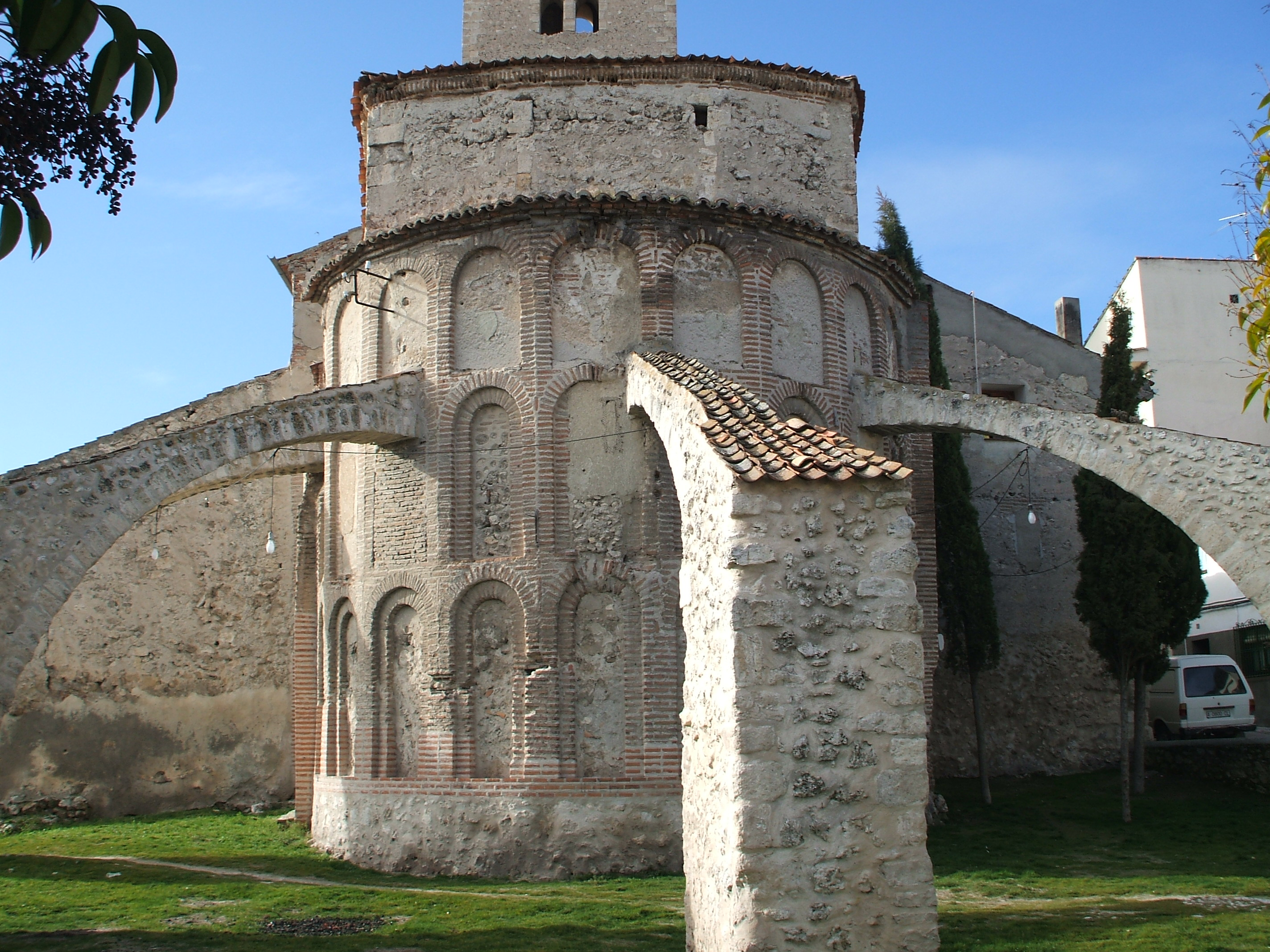
Iglesia de El Salvador (Cuéllar), donde se venera la Virgen de la Palma.

La Virgen de la Palma es una advocación de la Virgen María venerada en la iglesia del Salvador del municipio de Cuéllar (Segovia), en la comunidad autónoma de Castilla y León.
Su fiesta tiene lugar el día 25 de septiembre, centrándose los actos alrededor del barrio del Salvador, del que es patrona. Dentro de los festejos destaca la elección de reina del barrio, actividades y juegos infantiles, degustación de guisos tradicionales, exposiciones y bailes, así como los litúrgicos, destacando una multitudinaria procesión por las calles del barrio.
Se trata de una escultura gótica que representa a la Virgen y al Niño, que procede del desaparecido monasterio de Santa María de Contodo, cercano a Cuéllar, donde presidía el retablo del altar mayor bajo la advocación de la Virgen de Contodo.